# 誤人子弟
《誤人子弟》（英語：Teaching Sucks!）是一部1997年上映的香港電影，由葉偉信執導的，黃秋生、林海峰、徐子淇主演，故事情節是對香港教育作出黑色幽默的校園電影。

## 劇情
影片講述了曾充滿教學熱誠的林SIR（林海峰飾演）和同事兼好友黃SIR（黃秋生飾演）以及MISS李（徐子淇飾演）的三角愛情故事。

## 取景
賽馬會體藝中學教員室、禮堂、校園為取景地點。

## 影射
劇中有一幕有關英文補習班的上課程況，其中補習老師(張達明飾演)衣著光鮮，說話風趣幽默，將自己塑造成一個偶像模樣，是影射現實中香港1990年代補習天王史偉全。

## 演員
- 黃秋生 飾 黃Sir
- 林海峰 飾 林Sir（生物教師）
- 徐子淇 飾 Miss Lee
- 梁綽妍 飾 May（學生）
- 張達明 飾 史Sir（補習老師）
- 盧　雄 飾 校長
- 錢榮威 飾 葉Sir
- 周藝明 飾 周Sir（藝術教師）
- 魏德禮 飾 魏Sir（數學教師）
- 陳慶航 飾 谷Sir（中史教師）
- 葉廣儉 飾 丁Sir
- 蘭　茜 飾 Miss Kong
- 田啟文 飾 家長
- 潘雁英 飾 家長
- 八兩金 飾 家長
- 曾德華 飾 黎耀輝（學生）
- 李力持 飾 超級市場主持
- 伍詠薇 飾 伍姑娘

## 外部連結
- 開眼電影網上《誤人子弟》的資料（繁體中文）
- 香港影庫上《誤人子弟》的資料（繁體中文）
- 时光网上《誤人子弟》的資料（简体中文）
- 豆瓣电影上《誤人子弟》的資料 （简体中文）
- 爛番茄上《誤人子弟》的資料（英文）
- 互联网电影数据库（IMDb）上《誤人子弟》的资料（英文）